# Peter Wilson
Peter Wilson, född 9 oktober 1996, är en svensk-liberiansk fotbollsspelare som spelar för FK Jerv och Liberias landslag.

## Karriär
Wilson är född i Liberia, men kom till Sverige som treåring. Han började spela fotboll i GIF Sundsvall. Wilson gjorde allsvensk debut den 26 april 2015 i en 2–0-förlust mot Djurgårdens IF, där han byttes in i den 88:e minuten mot Adam Chennoufi. Den 1 oktober 2016 gjorde Wilson ett hattrick i en 3–1-vinst över Jönköpings Södra.
I december 2016 förlängde Wilson sitt kontrakt i GIF Sundsvall med tre år.
I december 2019 värvades Wilson av moldaviska Sheriff Tiraspol. I februari 2021 värvades Wilson av polska Podbeskidzie, där han skrev på ett kontrakt över resten av säsongen samt med option på förlängning över ytterligare ett år. I juli 2021 värvades Wilson av cypriotiska Olympiakos Nicosia, där han skrev på ett ettårskontrakt. Wilson gjorde två mål och en assist på 27 ligamatcher innan han lämnade klubben i samband med att kontraktet gått ut.